# Трибуна
Трибуна је дневни лист, који је излазио у Београду (кратко време 1914. у Нишу и неко време у Солуну) од 14. новембра 1910. до 1941, са прекидом за време Првог светског рата.
Покретач и власник био је Наум Димитријевић, а први уредник био је Бранислав Нушић. Наум Димитријевић је обновио Трибуну 8. априла 1919. као независни политички дневник. У овом послератном периоду Трибуна нема литерарних прилога и оганичава се на текуће информације.